# Maulburg
Maulburg là một đô thị trong huyện Lörrach bang Baden-Württemberg thuộc nước Đức. Đô thị Maulburg có diện tích 9,73 km², dân số là 4084 người.